# Университет по архитектура, строителство и геодезия
Университетът по архитектура, строителство и геодезия (УАСГ) (до 1963 година Инженерно-строителен институт (ИСИ), до 1977 година Висш инженерно-строителен институт (ВИСИ), до 1992 година Висш институт по архитектура и строителство (ВИАС)) в София е най-голямото висше техническо училище в областта на строителството в България.

## Създаване

### Създаване и първи години
Въпросът за висшето техническо образование в България възниква със завещаните през 1882 г. от Евлоги Георгиев - търговец, индустриалец и банкер в Букурещ - 6 милиона златни лева, от дохода на които да се основе и поддържа едно висше училище в един град на България или Румелия, което да носи името "Братя Евлоги и Христо Георгиеви от Карлово", и в което научните предмети, които се преподават да бъдат преимуществено от положителните науки с приложение към индустрията. "Само надеждата ми, че ще мога и аз да участвувам за преуспяването и величието на отечеството ми, ме прави да умра спокойно, защото, ако съм работил през всичкия си живот и съм спестявал, както брат ми и аз, ние сме били въодушевявани само от това желание, което сега остава да се осъществи от наследниците ми и от изпълнителите на завещанието".
Учредената след смъртта на завещателя ефория дава на завещанието, що се отнася до фонда от 6 милиона зл. лева, тълкуване, различно от волята на дарителя - да се основе висше техническо училище. Недоразуменията възникват поради факта, че Евлоги Георгиев освен това подарява мястото, върху което по-късно е построен ректоратът, и дава 800 хил. лв. за постройка на сграда за Университета. Изпълнителят на завещанието г-н Ив. Е. Гешов съветва Университетът да се направи "юридическо тяло", за да могат за строежа да се събират суми и от други дарители, тъй като е ясно, че предоставената за тази цел сума е недостатъчна. При това, както самият дарител, той прави ясна разлика между университет и висше училище.
Повече от 50 години продължава спорът дали в съгласие със завещанието да се основе отделно висше техническо училище или техническото образование да се включи към физико-математическия факултет на Университета. Особено се засилват привържениците на първото схващане след организирането на българските инженери и архитекти през 1891 г. в дружеството БИА. В 1903 г. настоятелството на дружеството, в лицето на неговия председател инж. П. Николов и секретаря д-р инж. Ю. Данчов, поднася на Министъра на просветата в Народното събрание мотивирано изложение, в което предлага компромисно решение с откриването на самостоятелен технически факултет към Университета. През 1907 г. формално се създава такъв факултет, обаче той не само не получава никакво развитие, а напротив на следващата 1908 г. бива закрит и назначените доценти - уволнени.
През цялото това време фондът от 6 мил. зл. лева нараства и през 1911 г. ефорията решава да отдели от порасналия на 15 мил. зл. лева фонд 8 мил. зл. лева (2 мил. зл. лева за постройка и 6 мил. зл. лева за издръжка) за самостоятелно висше техническо училище - независимо от Университета, а 4 милиона се прибавят към фонда от 800 хил. лева за сграда на Университета. Отново нищо не се извършва. Правителството е заето с по-важни въпроси: Балканската, Междусъюзническата и Европейската войни. Фондът "Братя Георгиеви", който междувременно е нараснал вече на 30 милиона, почти се стопява в книжни левове. Със Закона за Министерството на народното просвещение от 1921 г. Университетът се попълва с нови факултети и се създава, но само на книга, отделно Висше техническо училище за приложни знания "Братя Евлоги и Христо Георгиеви от Карлово". Останалите от фонда средства се изразходват за построяването на сградата на Ректората.Това съвсем не означава, че въпросът за откриването на висше техническо училище се снема от дневния ред. Напротив, списанието на БИА постоянно поднася на читателите си аргументи за по-скорошното откриване на Висше техническо училище. Най-много такива статии са написали инженерите Н. Сарафов и Ю. Данчов. Въпросът заема важно място в дневния ред на първия конгрес на Съюза на българските инженери и архитекти през 1939 г. и намира широка обществена подкрепа. Под председателството на главния секретар на Министерството на народното просвещение Т. Х. Върбанов комисия в състав: проф. Г. Наджаков, инж. Ив. Иванов, арх. П. Калчев, инж. Драгиев, инж. Дянков, инж. Маринов, инж. Б. Илиев, инж.Г. Пешов и инж. В. Пеевски изработва проект за основаването на Висше техническо училище като отделен факултет при Университета. Това решение е взето, за да се използва академичният персонал на Университета за преподаването на фундаменталните науки. През следващата година конгресът на Съюза на БИА поставя твърде остро въпроса за изоставането на висшето техническо образование у нас в сравнение със съседните ни страни.
През 1941 г. Съюзът на БИА прави нов проектозакон, който се внася в Народното събрание от министрите на Обществените сгради, пътищата и благоустройството (ОСПБ) и на Народното просвещение. Приетият от Народното събрание закон излиза в Държавен вестник на 12 юли 1941 г. Основава се Висше техническо училище (ВТУ) в София, управлявано от Академичен съвет, под надзора на Министерството на народното просвещение. ВТУ има два факултета: Строително-архитектурен и Машинно-технологически с по 13 катедри във всеки. В Строително-архитектурния факултет се предвиждат три отдела: строително инженерство, архитектура, земемерно инженерство. В Машинно-технологичния факултет - 4 отдела: машинно инженерство , електроинженерство, минно инженерство, индустриална химия. За пълното откриване на ВТУ се определя срок от 5 години, по време на който избирането на първите редовни преподаватели Министърът на народното просвещение поверява на 7 седемчленни комисии, по една за всеки отдел, съставени от професори от Университета и инженери и архитекти, предложени от Съюза на БИА. Тези комисии играят ролята на бъдещите факултетни, а сега - научни съвети.
Членовете им са:
- - за строително инженерство: проф. д-р Н. Обрешков, инж. Б. Илиев, инж. Хр. Тонев, д-р инж. Ю. Данчов, инж. Тих. Кметов, инж. А. Каранджулов, инж. Ясников;
- - за земемерно инженерство: проф. д-р Л. Чакалов, проф. д-р Н. Бонев, инж. Миленов, инж. Гр. Грозданов, инж. Ив. Попов, инж. П. Арнаудов, инж. Н. Иванов;
- - за архитектура: проф. д-р К. Попов, проф. Табаков, арх. П. Калчев, арх. К. Николов, арх. Р. Радославов, арх. Б. Русев, арх. Й. Севов.

Подобни комисии са назначени и по машинно инженерство, електроинженерство, минно инженерство и индустриална химия.
Този път законът се прилага в сравнително къси срокове. Министерският съвет назначава тричленна "нарочна" комисия с председател д-р инж. Ю. Данчов и членове: декана на Физико-математическия факултет проф. Л. Чакалов и Главния директор на Министерството на ОСПБ инж. Ив. Ранков, която да подготви откриването на ВТУ с препоръка за постепенност, като се почне от отдела по строително инженерство. От отчета на и.д. Ректор д-р инж. Ю. Данчов при тържественото откриване на ВТУ личи, че за една година Нарочната комисия е свършила сериозна работа.
По нейно предложение Министърът на ОСПБ е предоставил незавършеното още северно крило (на бул. "Драган Цанков") на средното техническо училище за нуждите на ВТУ. То е било достроено и надстроено. Обзаведена е лаборатория по физика; започнало е уреждането на техническа библиотека. Осигурено е ползването на допълнителни помещения в лабораториите на Университета на ул. "Московска" и в Агрономическия факултет на бул. "Драган Цанков". Всичко това дава възможност в първия курс да се открие не само отделът по строително инженерство, а и по земемерно инженерство и да се приемат, вместо първоначално предвидените 50, 150 студенти.
Утвърден е и специален Правилник за избиране на първите редовни преподаватели. Те се назначават най-малко една година преди откриването на съответния отдел и задължително се командироват на специализация в известни висши технически училища в чужбина за една година. Интересно е, че въпреки войната това изискване на Правилника се изпълнява стриктно.
Според Закона за ВТУ преподавателите, навършили 68 годишна възраст, се освобождават от длъжност. По тази причина в Правилника е залегнало изискване за редовни преподаватели да не се назначават лица над 55 години. "Нямаше да е целесъобразно" - отбелязва д-р инж. Данчов в доклада си, "да се назначават по-стари кандидати, щом ще трябва да се уволняват по напреднала възраст, преди да е използуван достатъчно научният им капитал".
Такива възрастни кандидати, станали известни с научните си трудове или в техническата практика, могат да се използуват като частни доценти. Показателно в случая е, че с този правилник и цитираните по-горе думи инж. Данчов си отнема възможността да стане редовен преподавател, тъй като по това време е бил навършил 70 години.
Една от сериозните работи на Народната комисия е била изготвянето на цяла поредица от правилници, обединени във Временен правилник за ВТУ. Той е утвърден с Указ от 4.02.1942 г. и урежда важни въпроси, които не са регламентирани със Закона от 1941 г. В него се определят по-ясно характерът, целите и методите на учение във ВТУ, които са по-други, отколкото онези в Университета. Д-р инж. Данчов счита, че за да може училището да даде на учащите се не само теоретични и практически познания по следваните от тях специалности, но и да ги приучи на системен труд, дисциплина и на стопанско мислене, учението в него трябва да се нагоди съответно, по образеца на някои от известните у нас с по-добрата си уредба чужди висши технически училища... "Крайната цел трябва да бъде, учащите се да добият не само познания, но и да могат да ги прилага". В същия доклад на и. д. Ректор са изложени подробно методите и начините за осъществяването на поставената цел. По отношение на проверката на теоретичните и практически знания на студентите Правилникът е твърде строг за нашите днешни представи. Изработени са учебните планове за отделите по строително инженерство и по земемерно инженерство. Обучението трае 8 семестъра. Учебното време е от 10 септември до 7 февруари - зимен семестър, и от 21 февруари до 30 юни - летен семестър. Обявените в началото на 1942 г. конкурси са проведени като по доклад на съответните 7-членни комисии и по препоръка на Нарочната комисия, за професори с царски указ са назначени първите 5 професори на ВТУ:
- - д-р инж. Тодор Радославов - титуляр на катедра "Водно строителство,
- - д-р инж. Пейчо поп Петров - титуляр на катедра "Статика на строителните конструкции и мостове",
- - инж. Васил Пеевски - титуляр на катедра "Геодезия и астрономия",
- - изв. проф. Аркади Стоянов (при Университета) - титуляр на катедра "Техническа механика",
- - арх. Храбър Попов - титуляр на катедра "Сградостроителство".

Съгласно Правилника за избиране на редовни професори назначените професори са командировани за една година в Цюрих и Виена. Обявени са повторно конкурси за редовни преподаватели при катедрите "Пътища и железници" и "Топлинна техника" и нови конкурси при катедри: "Приложна математика", "Техническа механика", "Пътища и железници", "Фотограметрия, топография и кадастър", "Културтехника", "Водоснабдяване и канализация", "Наука за сгради и проектиране", "История на архитектурата и стилознание", "Градоустройство".
Поканени са да четат лекции във ВТУ университетските професори: К. Попов, Н. Обрешков, Д. Табаков, К. Бобчев, Б. Захариев, Ив. Странски, Г. Наджаков, Ив. Трифонов, Н. Николов, Е. Бончев.
Открита е библиотека със стотици ценни книги.
Образуван е фонд "Научни цели" за издаване на научни трудове и учебници, за който само Столичният общински съвет е дал помощ от 500 хил. лева.
Министерството на народното просвещение е отпуснало 300 хил. лв. за студентския стол.
Конкурсните изпити за приемане на студентите са дали много добри резултати. От общо 545 кандидати, завършили с много добър успех зрелостния си изпит, са приети 100 души.
И тъй, на тържественото събрание на 4 октомври 1942 г. председателят на Нарочната комисия и и.д. Ректор д-р инж. Ю. Данчов докладва, че има пълна готовност учебните занятия в първото у нас ВТУ да започнат.

### Висше техническо училище (ВТУ) (1942 - 1945)
На 5 октомври 1942 г. новото Висше техническо училище (ВТУ) на бул. "Драган Цанков" отваря вратите си за учебни занятия. В отчетния доклад на и.д. Ректор д-р инж. Юрдан Данчов за първата 1942/43 учебна година четем: "Благодарение на благодатния мир, с който бе дарена нашата страна, учебните занятия следваха нормални си ход въпреки разширението на световната война и отражението й върху живота". Тази идилия продължава по-малко от година и половина - до бомбандировките над София на 10 януари 1944 г.
Заслужава да се отдели внимание на този начален период. Лекции и практически занятия водят, освен редовно назначени преподаватели, хонорувани лектори от Университета и то както в малкото зали на бул. "Драган Цанков", така и в зали и лаборатории по физика, химия и геология на Университета. Обучението е строго, със задължително присъствие на лекции и упражнения и проверочни колоквиуми по всяка дисциплина два пъти в семестъра. Отново четем: "За съжаление, не свикнали още в гимназиите на съсредоточеност и по-усилени занятия, студентите срещнаха в началото, особено през зимния семестър, известни затруднения; през втория семестър обаче те се убедиха, че усилените учебни занятия са присъщи на инженерните училища и че, веднъж посветили се на инженерната професия, те трябва да свикнат още в училището на повече труд".
Тези поучителни слова дават повод за отварянето на една скоба. Многократно през изтеклите 50 години е повдиган въпросът за "прекомерното" натоварване на студентите с много занятия, задачи, проекти, изпити. срещу тази теза не бе изтъквано достатъчно възражението, че изучаването на хуманитарните науки от една страна и на техническите от друга е твърде различно. В цял свят усвояването на медицината и инженерните специалности е по-трудно и отнема повече време.
По всичко личи, че приетите в първия курс студенти, макар и с конкурс само по дипломи, са добре подбрани. Средният им успех за 1942/43 г. е добър. От записаните в отдела по строително инженерство 68 студенти, от които 4 студентки, в горния курс са преминали направо 41 и с поправителен изпит - още 18, а в земемерния отдел - от 36 студенти, от които 2 студентки, направо са преминали 16 и с поправителен изпит - 10 души.
През лятото, от 10 юни до 1 септември, студентите са стажували в министерствата на ОСПБ и на Земеделието и държавните имоти, Главната дирекция на железниците, мини "Перник", Софийската община и в предприятия на акц. д-во "Гранитоид". Всички те са плащали на студент от 81 до 120 лв. надница по време на стажа.
По време на първата учебна година продължава обявяването на конкурси, изборът на професори от 7-членните комисии, утвърждаването на избраните от Нарочната комисия, която играе ролята на Академически съвет. Назначени са с укази:
- - проф. инж. Христо Цонев - катедра "Пътища и железници"
- - проф. инж. Асен Райков - катедра "Фотограметрия, топография и кадастър",
- - проф. д-р Георги Брадистилов - катедра "Приложна математика",
- - проф. инж. Димитър Василев - катедра "Водоснабдяване и канализация",
- - проф. арх. Станчо Белковски - катедра "Наука за сградите и проектиране",
- - проф. д-р инж. Балуш Балушев - катедра "Пътища и железници".
- Учебните занятия през първата 1942/43 учебна година водят:
- - 9 редовни преподаватели (редовни и извънредни професори, доценти),
- - 4 частни хонорувани доценти;
- - 7 хонорувани професори и доценти от Университета,
- - 4 временни преподаватели (заместват командированите на специализация редовни преподаватели),
- - 3 редовни асистенти,
- - 5 хонорувани асистенти,
- - 4 лектори по езици (редовни и хонорувани).

Членовете на Нарочната комисия проф. д-р Любомир Чакалов и инж. Иван Ранков са назначени за председатели на земемерния, респективно на строителния отдел, и изпълняват ролята на декани. Назначените преподаватели заедно с хоноруваните от Университета образуват отделски съвети, които впоследствие се сливат и образуват временен факултетски съвет. Той подготвя започването на втората учебна година с откриването на Архитектурен отдел. Приема съответни учебни планове, разпис на лекциите. решава за приемането на новите студенти да се въведе състезателен изпит по математика и български език, а за Архитектурния отдел - и рисуване.
Сред големите грижи на ръководството е намирането на помещения за лекционни и чертожни зали, лаборатории, библиотека и пр. и обзавеждането им с оглед на откриването на нови отдели и Машинен факултет.
Нормално започва 1943/44 учебна година. С конкурсен изпит са приети общо 160 студенти, от които: строително инженерство - 78, земемерно инженерство - 35, и архитектура - 47 души.
Създава се първият съвет на Строително-архитектурния факултет, който избира за декан проф. Храбър Попов. Нарочната комисия, която продължава да има задълженията на академически съвет, окончателно решава от началото на учебната 1944/45 година предсрочно да се открие машинен факултет.
От бомбардировките на София на 10 януари, 16 и 30 март 1944 г. учебната работа се разстройва. ВТУ се евакуира в гр. Ловеч. Учебни занятия няма. Факултетският и Академическият съвети заседават в София, Търново и Ловеч. Продължават изборите и назначенията по обявените места за конкурси.
Събитията на 9 септември 1944 г. заварват ВТУ при провеждане на изпити в Ловеч. Училището се завръща в София, но това става на части, много бавно. Открива се Машинният факултет с отдели по машинно инженерство, електроинженерство и индустриална химия. Учебните занятия започват едва на 4 декември. Чрез увеличаване на броя на седмичните часове, намаляване на ваканциите и удължаване на учебната година е станало възможно не само да се вземе цялата материя за 1944/45 учебна година, но и пропуснатото от 1943/44 уч. година.
Нарочната комисия частично се подменя и допълва: на мястото на проф. д-р Л. Чакалов, който става ректор на Университета, влизат последователно деканите на Физико-математическия факултет проф. Иван Трифонов и проф. Георги Наджаков, а на мястото на инж. Ив. Ранков - новият Гл. директор на МОСПБ арх. Лазар Парашкеванов; от ВТУ проф. д-р инж. Тодор Радославов и проф. арх. Храбър Попов попълват Нарочната комисия, която продължава да играе ролята на Академически съвет.
Още в Ловеч се провеждат състезателни изпити, въз основа на които са записани 153 нови студенти. През декември 1944 г. излиза постановление на Мин. съвет, което дава право на всички мобилизирани младежи да се запишат студенти, където пожелаят, като им се признават записаните семестри и без да са посещавали лекции и упражнения. В същото време от чужбина се завръщат, следвали там във висши технически училища около 1500 души. Броят на студентите в средата на годината нараства на 4700 души.
Условията за водене на учебни занятия стават много тежки. За чест на Факултетския и Академическия съвети, на преподавателите и преди всичко на студентите, те преодоляват неизмерни трудности. Ремонтираните помещения на ВТУ се заемат непрекъснато от 7 часа сутрин до 20 часа вечер. Използуват се аулата на Агрономическия факултет и салонът на Учителската каса, а впоследствие - големите зали на БИАД и няколко киносалона. Въвеждат се "потоци" от студенти от един и същ курс, напр. по математика, като едни и същи лекции се четат от трима преподаватели на три различни места. Допълнително се възлага воденето на учебни занятия на временни преподаватели от Университета. Студентите идват да си завардят място за сядане час преди започване на лекциите, мнозина остават правостоящи, не могат да си водят записки, а учебници още не са написани. Фонд "Научни цели" върши много полезна работа. Започва да отпечатва записки по 30 дисциплини.
На 10 април 1945 г. се избира първият ректор на ВТУ - проф. арх. Станчо Белковски. Престава да действува Нарочната комисия и бива избран Академически съвет в състав: ректор, проф. д-р инж. Тодор Радославов като проректор и членове: проф. д.р инж. Пейчо поп Петров, проф. арх. Храбър Попов, проф. инж. Васил Пеевски, проф. д-р Георги Брадистилов.

#### През третата учебна 1944/45 година са избрани и назначени:
- - доц. (впосл. проф.) Васил Арнаудов по Петрография и геология,
- - проф. инж. Алекси Квартирников по Статика на високите строежи,
- - проф. инж. Димо Велев по Културтехника,
- - проф. арх. Тодор Златев по Битова архитектура и селскостопански сгради,
- - доц. (впосл. проф.) -р инж. Никола Узунов по Дескриптивна геометрия,
- - доц. (впосл. проф.) Саздо Иванов по Физика,
- - проф. инж. Борис Попов по Двигатели с вътрешно горене.

Предвиденото дотогава групово вземане на изпитите, в началото на два пъти - след втората година и на края, а после за всяка година, се заменя с единични изпити по всяка дисциплина. Студент, който е положил всички изпити за първите две години, получава титлата "кандидат-инженер", респ. "кандидат-архитект". Това условие трябва да е изпълнено, за да може студентът да запише седми семестър.

### Държавна политехника (1945 - 1953)
От началото на 1945/46 учебна година ВТУ се превръща в Държавна политехника и има два факултета:

#### Строителен с отдели:
- Строително инженерство
- Архитектура
- Земемерно инженерство
- Културинженерство Машинен с отдели:
- Машинно инженерство
- Електроинженерство
- Индустриална химия

Остава да се открие Минно инженерство.

#### Първата управа на Държавната политехника личи от състава на Академическия съвет:
- Председател и Ректор - проф. инж. Васил Пеевски
- Проректор - проф. арх. Станчо Белковски
- Декан на Строителния факултет - проф. д-р Георги Брадистилов
- Декан на Машинния факултет - доц. инж. Карл Славомиров
- Продекан на Строителния факултет - проф. д-р инж. Тодор Радославов
- Продекан на Машинния факултет - доц. Васил Арнаудов

#### Представители на Строителния факултет:
- проф. Аркадий Стоянов
- проф. д-р инж. Пейчо П. Петров
- проф. инж. Алекси Квартирников Представители на Машинния факултет:
- проф. инж. Борис Попов
- проф. инж. Минчо Златев
- доц. Саздо Иванов

Приемът за учебната 1945/46 година се нормализира. За двата факултета общо със състезателен изпит се приемат 650 души, от които 400 са с привилегии за бойци от фронта, партизани, политзатворници, концлагеристи и деца на инвалиди. Заедно със завърналите се от чужбина общият брой на студентите нараства на 4446.
Отново основен проблем е да се намерят помещения, необходими за обучението. Държавната политехника получава на разположение сградите на БИА и два етажа от средното техническо училище "Христо Ботев". Всичко това е крайно недостатъчно. Няма чертожни зали, няма лаборатории, в един кабинет се помещават една или две катедри с по 5 или повече преподаватели. Най-зле са отделите в новооткрития Машинен факултет, за който се реставрират части от сградите на бившата Държавна печатница (при паметника на Васил Левски).
Продължава произвеждането на избори за професори и доценти във факултетските съвети. В края на 1945/46 учебна година редовните и хонорувани преподаватели са вече 170, от които 15 редовни и извънредни професори. Сред новоназначените са: проф. инж. Кирил Груев, проф. инж. Христо Попов, проф. арх. Любен Тонев, проф. инж. Любен Икономов, проф. инж. Борис Марчинков, доц. инж. Димитър Стойчев, доц. Борис Колев.
Въпреки големите трудности, които създава липсата на подходяща материална база, със задружните усилия на преподаватели и студенти учебният процес дава положителни резултати. С четвъртата учебна година от създаването на ВТУ завършва осмият семестър на бъдещия първи випуск. Заедно със завърналите се от чужбина студенти абсолвентите са 355. Никой обаче от следвалите редовно, поради незавършени упражнения и невзети изпити, не успява да се яви на дипломен изпит. Това става причина да се обмисли възможността за увеличаване на курса на следване на 10 семестъра, както е на много места в чужбина.
Голяма дейност започва да развива създадената през 1944/45 учебна година "Менза академика". Благодарение на студентска инициатива и труд тя изхранва 800-1000 студенти дневно и подпомага с безплатна храна около 50.
Започва 1946/47 учебна година - първата, през която "не беше загубен нито един учебен ден". Ректор става проф. инж. Алекси Квартирников, а Декан на Строителния факултет - проф. д-р Георги Брадиславов. С конкурсен изпит са приети 492 студенти, от които около 160 места са заети с привилегии. Общият брой на студентите достига рекордното число от 5133 души. Естествено, сериозни проблеми създава задоволяването на обучението с помещения. Започва строителството на "Архитектурното крило" на бул. "Паскал Паскалев" (сега бул. "Христо Смирненски"), но все още изостава преустройството на бившата Държавна печатница за нуждите на Машинния факултет. Същата учебна година е пета на ВТУ. Виждат се вече първите плодове: 30 души получават дипломи (14 строителни инженери, 11 архитекти, 5 инженер-земемери), още 36 са започнали да работят върху дипломните си работи, а 540 са абсолвенти, без да са приключили с изпитите си.
Съгласно новия ЗВО от 1947 г. курсът на следването се увеличава от 8 на 10 семестъра. Създава се възможност за аспирантура. По решение на Факултетския съвет 7 от редовните асистенти се изпращат да следват редовна аспирантура в СССР. Тази практика продължава и следващите години. Със същия закон се въвеждат като задължителни учебни предмети във всички висши училища руски език, научна философия. В учебните планове на Строителния факултет се въвежда изучаването на научна философия - 4 семестъра и политическа икономия - 2 семестъра. Доставени са над 5000 тома книги за библиотеката и с нови помещения са подобрени условията за ползването й.
Следващият ректор, през 1947/48 учебна година, е проф. д-р Георги Брадистилов. Академическият съвет решава към Машинния факултет да се открие Минно-геоложки отдел. Създават се отделни съвети, които подготвят условията за бъдещото прерастване на отделите в самостоятелни факултети.
През 1948/49 учебна година за Ректор отново е избран проф. Алекси Квартирников, този път с тригодишен мандат съгласно новия ЗВО от 1948 г., който отменя този от предната година. Това важи и за Декана на Строителния факултет, проф. д-р инж. Балуш Балушев и за Декана на Машинния факултет доц. Карл Славомиров.
С постановление на Министерския съвет през есента на 1949 г. се открива Хидротехнически факултет с 3 специалности; те съществуват и до сега: Водни сили (впоследствие Хидроенергийно строителство), Хидромелиоративно строителство и Водоснабдяване и канализация. Декан става проф. инж. Димо Велев, също с тригодишен мандат. Със същото постановление се предвижда създаването на хидравлична лаборатория, проектирането и изграждането на която завършва в края на 1952 г.
Строителният отдел се разделя на две: Конструкции и Съобщения. Към Строителния факултет се създава още един отдел - Земеустройство.
По време на Държавната политехника Архитектурният и Строителният факултети разширяват значително материалната си база. На бул. "Христо Смирненски" 1, непосредствено до Строителния техникум се изгражда т.нар. "Архитектурно" крило (вкл. зала 120), в което се помещават предимно архитектурните катедри, а след постановлението за Хидротехническия факултет се построява източното крило (наречено "Хидротехническо") заедно със сграда за хидравличната лаборатория. Тук през 1951 г. започват да се водят учебни занятия, нанасят се лабораторните по строителни материали, земна механика, пътища, водоснабдяване и канализация, хидромелиорации и др., салонът по рисуване и голямата хидравлична лаборатория. Макар да е построено немалко, то е недостатъчно. С изключение на някои временни сгради в двора, двете сгради, които приютяват над две десетилетия факултетите - наследници на Строително-архитектурния отдел на ВТУ, с вече 6000 студенти. Лекционните зали се използват непрекъснато цяла седмица от 7 до 20 часа вечерта. Преподавателите си пречат взаимно в 1-2 кабинета на катедра.
Въпреки бедното следвоенно време и посочените неудобства преподаватели и студенти на Държавната политехника са способни на колективни културни изяви, които им правят чест. Заслужава да се спомене "Художествения колектив", създаден по инициатива и с личното участие на проф. д-р инж. Б. Бабушев през 1948 г. Състои се от хор и оркестър, които през 1949 г. дават успешни концерти пред столичната общественост. Хорът дава началото на станалия по-късно известен Академичен хор.
През есента на 1951 г. Строителният факултет се разделя на три: Строителен - с Декан д-р инж. Балуш Балушев, Архитектурен - с Декан доц. арх. Ал. Обретенов и Геодезически - с Декан проф. инж. Васил Пеевски. Машинният факултет се разделя на четири: Машинен, Електротехнически, Химико-технологически и Минно-геоложки. Заедно с Хидротехническия Държавната политехника има вече 8 факултета.
За следващия мандат за Ректор е избран проф. Саздо Иванов, който остава до разделянето на Политехниката. Декан на Строителния факултет за 1951/52 учебна година е доц. инж. Любен Минчев, а за 1952/53 - проф. д-р инж. Веселин Влайков. За 1951/52 Декан на Хидротехническия факултет остава проф. инж. Димо Велев, а през 1952/53 Декан става проф. инж. Димитър Върбанов. На Архитектурния факултет Декан за двете учебни години 1951/52 и 1952/53 е проф. арх. Александър Обретенов. Проф. инж. Васил Пеевски е все още Декан на Геодезическия факултет през 1951/52 уч. година, а през следващата 1952/53 уч. година Декан става доц. инж. Димитър Стойчев.
През 1952 година започва първият курс за повишаване на квалификацията на инженери за нуждите на Дирекция "Водно строителство", а през 1953 г. за първи път се разкрива форма на обучение за някои специалности.
1952/53 учебна година е последна за Държавната политехника. Съществуващите 8 факултета дават повод тя да се раздели на 4 висши учебни заведения: Инженерно-строителен институт (ИСИ), Машинно-електротехнически (МЕИ), Химико-технологически (ХТИ) и Минно-геоложки (МГИ).
С разделянето на Държавната политехника завършва началният етап на висшето техническо образование в България. Несъмнено, като цяло, той е успешен. Това се дължи на безкористния и самоотвержен труд на първите преподаватели-организатори и на студентите. При много тежки условия - слаба материална база (помещения, лаборатории, апаратури), недостатъчно преподаватели, липса на учебници, лоши битови условия - студентите усвояват знания, чертаят проекти, вземат изпити при достатъчно високи изисквания на преподавателите. Държавната политехника дава на страната 1367 строителни инженери, вкл. хидро- и културинженери, 1077 архитекти, 264 инженер-земемери, около 2000 студенти, които да продължат във втора, трета, четвърта и пета година образованието си в новосъздадените институти. Възпитаниците не посрамиха Държавната политехника. Те имаха успешен дял в строителството на обектите на Двегодишния стопански план (1947-48) и на Първия петгодишен план (1949-53). С дейното участие на младите инженерни кадри бяха изградени: термоелектрическите централи "София", "Република", "Марица 3", язовирите "Росица", "Тополница", "В. Коларов", "Г. Димитров", химическият комбинат в Димитровград, слаботоковият и силнотоковият заводи в София, целулозният завод на гара Кричим, обувният завод в София, консервните комбинати в Свищов и Бойчиновци, заводът за пектин край с. Църква - Перник, памукопредачната фабрика "Ернст Телман", Подбалканската ж.п. линия с 5-километровия тунел "Козница" и др. Тези обекти бяха нужни и изграждането им бе успешно и полезно.[източник? (Поискан днес)] Качеството на първите випускници, поне в областта на строителното инженерство и архитектурата, до голяма степен се дължи на завършилите в Европа първи професори-учредители, специализирали във Виена и Цюрих и съставили първите учебни планове въз основа на тези от висшите технически училища в Цюрих и Виена. Когато през 1970 г. делегация на МНП преговаря във Виена за взаимното признаване на дипломите, първата специалност, която австрийците признават за равностойна на тяхната, е строителното инженерство.
Към края на съществуването на Държавната политехника в Строителния, Архитектурния, Хидротехническия и Геодезическия факултет преподавателският състав е нараснал общо на 378 души. От тях: професори 52, доценти 37, асистенти и преподаватели 259 и хонорувани 30.
Известно е, че не всичко в Държавната политехника е могло да бъде добро. През 1949 г. тя получава името "Сталин" без обосновка, така както са прекръстени гр. Варна и връх Мусала.
ВТУ е създадено по време на Втората световна война. В страната пребивават германски войски. Студентите не остават встрани от политическите страсти. Единици дори стават партизани. След 9 септември 1944 г. за съжаление политическите борби продължават при частично разменени роли. С ожесточаването им между правителството и опозицията, те се разгарят и сред студентите, вкл. и в Държавната политехника. Образувани са отечественофронтовски студентски и преподавателски комитети, които започват да репресират несъгласните с новата власт. През юни 1945 г. се провежда учредителен конгрес на Общия студентски народен съюз (ОСНС). Веднага се създава клон на ОСНС във ВТУ, който покрай някои полезни цели действа за "прочистване от реакционни елементи сред преподаватели, служители и студенти". През 1947 г. политическата опозиция е разгромена. Макар Законът за висшето образование да е едва на една година, през 1948 г. Народното събрание приема нов ЗВО, с който се "усъвършенства" предишният. Изисква се идеологическо преустройство на учебния процес. За тази цел в Академическия и Факултетския съвет влизат представители на БКП, профсъюзите и Съюза на народната младеж. Утвърдено е изучаването на Научна философия и Политикономия. По решение на Академическия съвет през 1951 г. се създава катедра "Основи на марксизма-ленинизма", а на следващата година - и катедра "Политикономия". И двете са причислени към Архитектурния факултет, където се четат лекции и по марксистко-ленинска естетика.
Асистентите се изпращат да следват Вечерния партиен университет. Отнемат им се по 20 часа седмично (заедно с подготовката) в продължение на 2 или 3 години за изучаването на материя, която не допринася с нищо за професионалното, научното или педагогическото им израстване. Малко по-късно по-възрастните преподаватели (професорите) прекарват в Банкя 2-3 месечни курсове за "идеологически ремонт". През това време те отсъстват от занятия и не вършат полезна работа.
Изисква се да се "подобри" социалния състав на студентите, като се приемат преди всичко из средата на работниците и селяните-кооператори. При кандидатстването са потребни формуляри, "заверени" от съответния народен съвет. През 1952 г. се въвеждат т.н. работнически факултети, участниците в които след 6-месечна подготовка се приемат за студенти без състезателен изпит. Впоследствие подборът в тези курсове се изопачава, избират се не работници и селяни, а такива, които не са успели да се класират на приемните изпити.
От 1948 г. управляващите успяват да наложат своите разбирания за "прочистване" на студенти "с реакционен произход", а и за техните "буржоазни прояви". Задачата е възложена на Съюза на народната младеж. Нарочените се изключват първо от СНМ, а после и от Политехниката. На 7 февруари 1949 г. е издадена заповед Nо 289, с която се изключват над 300 студенти съгласно чл. чл. 40 и 41 от ЗВО; формулировката е за "фашистки и други противонародни прояви". В следващите дни и седмици биват изключени общо към 500 студенти. Всеки един от тях е съдба! Около 60% от изключените постепенно биват възстановени, някои - след седмици, други - след години, най-вече по време на ректорството на проф. Алекси Квартирников. Щастие за Политехниката е, че в най-размирните времена на три пъти Ректор, общо 12 години, е бил той. Много студенти е спасил от изключване, много е възстановил. По същото време многократно е поставяно на дневен ред уволнението на някои професори, но Ректорът твърдо отстоява своите разбирания и затова замисълът не е реализиран.
Твърде несполучливо се оказва и разделянето на Държавната политехника на 4 самостоятелни института. Както обикновено ставаше след всяка реорганизация, изтъква се, че Политехниката била изпълнила вече задачите, поставени пред нея и следователно не е вече нужна, а тази погрешна постановка ни струва твърде много. Наруши се единството в ръководството на висшето техническо образование и се създадоха условия за неговото бюрократизиране. Сляпото подражание и безкритичното пренасяне на съветския опит към неадекватни условия в нашата страна довеждат до излишно разрастване на упрвленческите структури, до прекомерно тясна специализация и раздуване броя на специалностите, факултетите и висшите технически училища в станата, до ненужно обременяване на държавния бюджет. От друг страна "идеологизирането" на учебния процес, неговото догматизиране и едностранно насочване в резултат на наложеното изискване за подчертаването до втръсване "приоритета" на съветската наука и техника, не само ограничава възможностите за свободна творческа изява, но и стеснява научния и културен кръгозор на преподаватели и студенти. Характерът на обучението отдалечава образованието от висшето.
И все пак положителното надделява над отрицателното. В развитието на висшето техническо образование в България Държавната политехника е изиграла значителна роля.

### Инженерно-строителен институт (ИСИ) (1953 - 1963)
От зимния семестър на 1953/54 учебна година всеки от създадените 4 института поема по свой самостоятелен път. За разлика от другите 3 института, ИСИ не само не раздува структурата си, а напротив: приема от Държавната политехника без съществени промени Архитектурния и Хидротехническия факултет, а Геодезическия обединява със Строителния. Отделите се превръщат в специалности, повечето от които са непроменени до сега.
Това става при ректорството на проф. Ал. Квартирников, който отново е избран с тригодишен мандат, впоследствие продължен с още 4 години. За добра участ на Института той е за трети път ректор, непрекъснато от 1953 до 1960 г. След него ректор става проф. Васил Стоилов (1960-1967).
Декан на Архитектурния факултет с единствена специалност Архитектура става проф. арх. Александър Обретенов (1953-1958). След него декани са професорите: арх. Станчо Белковски (1958-1961) и арх. Атанас Делибашев (1961-1964).
Разширеният Строителен факултет има 5, за кратък период дори 6, специалности. Отделът Конструкции получава името Промишлено и гражданско строителство (ПГС), а отделът Съобщения се разделя на две специалности: Пътно строителство (ПС) и Железопътно строителство (ЖС); през 1960 г. те се обединяват в обща специалност Пътно и железопътно строителство (ПЖС). Отделът по земемерно инженерство преминава към Строителния факултет като специалност Геодезия, фотограметрия и картография (ГФК). Същото става и с отдела, по-късно специалност, Земеустройство (ЗУ), след едногодишно пребиваване в Селскостопанския институт. За много кратко време, през 1955 г. към Строителния факултет се открива още една специалност - Икономика и организация на строителството, която през 1957 г. се закрива. Първата година на ИСИ за Декан на Строителния факултет е избран проф. Васил Пеевски (1953-1954). След него последователно декани стават професорите: инж. Веселин Влайков (1954-1955), Георги Тотов (1955-1957), к.т.н. инж. Христо Върбанов (1957-1958), д-р инж. Балуш Балушев (1958-1959), отново инж. Васил Пеевски (1960-1962) и инж. Левчо Маноилов (1962-1964).
Хидротехническият факултет остава без промяна в структурата си. Отделът Водни сили става специалност Хидроенергийно строителство (ХЕС), а отделите Хидромелиоративно строителство (ХМС) и Водоснабдяване и канализация (ВиК) се превръщат в специалности под същото име. Декан на Хидротехническия факултет до 1955 г. остава инж. Димитър Върбанов (1952-1955), след него са професорите: Нено Иванчев (1955-1956 и 1958-1959), инж. Петър Петров ( 1956-1958), отново инж. Димитър Върбанов (1959-1962) и к.т.н. инж. Илия Гаджалски (1962-1963).
За всички специалности се правят нови учебни планове и учебни програми. За образец служат съветските, поради което не се стига до обединение на специалности. Стихийното откриване и закриване на нови специалности (ОИС, ТМС) или неколкократното разделяне и сливане на ПС и ЖС говори за недостатъчно задълбочено обсъждане и необосновано решаване на съществени въпроси по структурата на Института.
Нормализирането на учебния процес изисква повече преподаватели. През този период асистентите стават възпитаници на Държавната политехника и ИСИ. Те почти всички са сегашни професори и ръководители на катедри.
Характерно за последните години на Държавната политехника и първите на ИСИ, е военното обучение на студентите. Всички засегнати от него са могли да бъдат само доволни. Военната подготовка обхваща 8 семестъра със средно 4 часа седмично занятия, съответните изпити и трикратен двумесечен летен стаж, след което студентите биват произведени в първия офицерски чин. Вярно, че това отнема учебно време, но младежите печелят цели две години. Експериментът се оказва успешен, но за съжаление този начин на отбиване на военната служба е отменен към 1957 година.
Заслужава да се отбележи, че библиотеката на Държавната политехника не се разделя, а остава единна Библиотека при висшите технически институти в София с филиали към МЕИ, ХТИ и МГИ. Многократно центробежни сили се мъчат да я унищожат чрез подялба, но не успяват. Тя нараства и все още е най-голямата техническа библиотека в страната.
В 1954 г. е създадена институцията Ректорски съвет като съвещателен орган на Ректора. В състава му влизат: Ректорът (по-късно и Зам. Ректорите), Деканите, Секретарят на ВК на БКП, Председателят на профсъюзната организация, Секретарят на ВК на ДКМС и Пом. Ректорът.
Като кратък епизод минава Постановление 461 на Министерския съвет от 1954 г. за заетостта на преподавателите, според което простият до тогава начин за отчитане на преподавателската заетост се регламентира другояче. Ежедневно трябва да се записват (и измислят) редица дейности, с които формално да се отчита огромна годишна дейност. След няколко години тази наредба се заменя с друга и бива забравена.
През есента на 1956 г. отново надвисва черен облак над висшето образование. Повтаря се случилото се през 1949 г. с отстраняването на студенти по политически причини. За повод служат т.н. "унгарски събития". Създава се пак възможност за отмъщения, за наклеветявания. Този път - в силно намален мащаб. Благоприятно е обстоятелството, че Ректор е пак проф. инж. Алекси Квартирников, който, доколкото му е възможно, се противопоставя на изключването и при първа възможност възстановява студентските права на изключените. По главните книги бяха намерени 16 изключени студенти по фаталните чл. чл. 40 и 41 на ЗВО, от които 11 са възстановени в сравнително кратки срокове.
ИСИ обучава през 1963 г. 2542 студенти и дава на страната 3160 архитекти и инженери, които с чест заемат местата си в проектантските организации и по строителните площадки не само у нас, а и в чужбина.
Обучението осигуряват: 53 професори, 54 доценти, 298 асистенти и преподаватели и 110 хонорувани. 100 души имат вече научна степен: двама доктори и 98 кандидати на науките.

### Висш инженерно-строителен институт (ВИСИ) (1963 - 1977)
От есента на учебната 1963/64 година пред названието на всички висши заведения се поставя прилагателното "висш". Висшият инженерно-строителен институт (ВИСИ) носи това име до есента на 1977 г. Фактически с тази добавка към името не настъпва съществена промяна. Затвърждава се правилото мандатът на ръководството на Института и на факултетите да бъде четиригодишен, макар и да не се спазва строго.
Ректорството на проф. д-р инж. Васил Стоилов продължава до неговата смърт през пролетта на 1967 г. Следващият Ректор проф. инж. Петър Петров е до 1972 г., а след него проф. к.т.н. инж. Иван Патоков - до 1979 г.
Декан на Архитектурния факултет до 1964 г. остава проф. арх. Ат. Делибашев (1961-1964), след което по две години декани са професорите: арх. Ал. Доросиев (1964-1966), арх. Борислав Стоянов (1966-1968) и художникът Борис Колев (1968-1970); два четиригодишни мандата е декан проф. арх. Петър Ташев (1970-1978).
Открива се отново Геодезическият факултет със своите две специалности ГФК и ЗУ. Декани последователно стават професорите: инж. Владимир Йончев (1963-1966), инж. Мичо Мичев (1966-1970), инж. Стефан Атанасов (1970-1976) и инж. Иван Станев (1976-1983).
В Строителния факултет продължават да съществуват специалностите ПГС и ПЖС. Последната от есента на учебната 1967/68 г. се разделя отново на ПС и ЖС, а през есента на 1973/74 г. те се обединяват в специалност под ново име Транспортно строителство (ТС). През 1965/66 учебна година се открива специалност Технология и механизация на строителството (ТМС), която съществува 12 години и се закрива с поредната смяна на името на Института през 1977 г. Декан през първата година продължава да бъде проф. инж. Левчо Маноилов (1962-1964), а след него декани са: проф. инж. Тодор Цурински (1964-1966), проф. инж. Гено Иванов (1966-1968), проф. к.т.н. инж. Иван Бончев (1968-1972), доц. к.т.н. инж. Цено Кръстев (1972-1974) и отново проф. инж. Тодор Цурински (1974-1979).
В Хидротехническия факултет остават традиционните специалности ХМС и ВиК; само ХЕС си сменя името през учебната 1970/71 г. на ХТС, което остава до сега. За Декан бива избран проф. к.т.н. Иван Кинарев (1963-1966); след него - професорите: инж. Марин Славов (1966-1968 и 1970-1972), к.т.н. инж. Славчо Милославов (1968-1970), к.т.н. инж. Никола Радев (1972-1976) и к.т.н. инж. Георги Илчев (1976-1983).
В началото на 70-те години Институтът, както и други ВУЗ-ове, преживява тежко премеждие. По решение на ЦК на БКП и Министерския съвет трябва да се извърши поредната реформа на висшето образование. Този път съществено изискване, макар и необосновано, е намаляване срока на обучение за инженерните специалности от 10 на 8 семестъра, а за архитектурата - от 11 на 9. За чест на факултетските и Академическия съвети те дълго се съпротивляват и реформата не може да се осъществи. Най-после през месец май 1973 г. Академическият съвет утвърждава нов модел, при който се приема компромис: строителното инженерство запазва девети, макар и непълен семестър, а архитектурата е с 10 семестъра. Правят се нови учебни планове и програми, което между другото се извършва почти всяка година.
По съветски образец през 1953/54 учебна година започва задочно обучение с 20 души. Отначало за задочници се допускат само работещи по съответната специалност. По-късно то служи за промъкване в Института на тези, които не са приети за редовни студенти. Разраства се много бързо и към края на периода (1963/64 уч. г.) броят на задочниците е максимален - 1477 души по специалностите ХМС, ВиК, ПГС и ТС. Задочниците винаги са създавали много грижи на ръководството и преподавателите без адекватен ефект. Учебният процес се усложнява поради съвпадението на очните занятия и изпитите с тези на редовните студенти: не достигат зали, преподаватели, специални учебни пособия, общежития. За потвърждение на правилото може да се отбележи, че отделни задочници имат много добри изяви като студенти и после в практиката. За кратко време (1960 г.) се въвежда и вечерно обучение по специалностите ПГС и ВиК, което през 1963-64 уч. г. обхваща 265 души.
През 1961/62 уч. г. има вече 20 чуждестранни студенти. Броят им бързо нараства и през 1982 г. достига над 1000. Те са предимно от Близкия изток, Африка, Кипър и Гърция. Създава се специален деканат, по някое време оглавяван от Зам. Ректора. Деканът спомага за по-лесното им обхващане и контролиране. Той има обаче недостатъка, че води в края на краищата до занижени изисквания към тях. Не би трябвало да има някаква разлика в отношенията и изискванията към чуждестранните студенти в сравнение с нашите!
През 1977 г. общият брой на обучаваните студенти е 4714. Впечатляващо е числото 10873 - това са завършилите във ВИСИ от 1963 до 1977 г. архитекти и инженери.
Редовните преподаватели са: 60 професори, 66 доценти, 290 асистенти и преподаватели; хоноруваните са 130. Сред преподаващите 4 са доктори и 126 кандидати на науките.
Едновременно с учебната работа, както във всяко висше учебно заведение, катедрите извършват научноизследователска дейност. Изпълняват се планове: национални, ведомствени, отраслови, институтски и катедрени. Успехите се отчитат най-пълно на междукатедрените семинари. Те биха могли да бъдат по-значителни, ако научният потенциал и научната материална база не бяха разпокъсани между ВИСИ, БАН и ведомствените институти (НИСИ, Пътен институт и др.). Опит да се подобри финансирането на научноизследователската работа представлява 154-то Постановление на Мин. съвет от 1961 г. С него се узаконяват образуваните по това време в някои вузове, включително и във ВИСИ, научноизследователски сектори (НИС). С помощта на НИС вузовете се сдобиват с повече материални средства, а и самите изпълнители получават част от хонорара, който съвсем не е излишен при тогавашните заплати.
За успехите на научноизследователската работа говорят научните сесии, които са от 1972 г. за дълъг период от време се провеждат редовно всяка втора година. По това време и Годишникът на института излиза почти редовно в тясно профилирани (професионално ориентирани) свитъци.
През този период започва строителството на новите сгради на Института. С Министерско постановление от 1968 г. за развитието на ВИСИ се определя теренът от Строителния техникум до ул. "Добри Войников" между булевардите "Драган Цанков" и "Христо Смирненски", като в бъдеще трябва да се прибавят и съществуващите върху този парцел значителни сгради. За идейния проект е проведен вътрешен конкурс между преподавателите на Архитектурния факултет. В двата колектива участвуват почти всички професори на факултета. При съкратена строителна програма окончателният идеен проект се прави от колектив в състав: проф. арх. Атанас Делибашев, проф. арх. Иван Попов, проф. к.а.н. арх. Милко Ангелов и проф. инж. Левчо Манолов. Проектът е утвърден през 1970 г., когато започва и строителството. Работната фаза се ръководи от проф. к.а.н. арх. Милко Ангелов, който изпълнява и основния авторски надзор и техническото ръководство на строителните работи, активно подпомогнат от проф. к.а.н. арх. Чавдар Ангелов. Проектанти на строителните конструкции са проф. к.т.н. инж. Никола Игнатиев и проф. к.т.н. инж. Боян Димитров, подпомогнати от доц. к.т.н. инж. Йонко Пенев и инженери по останалите части на проекта. Първият етап, който обхваща блок 1(А) - Архитектурен и Хидротехнически факултети и блок 9 (топлоцентралата), е завършен през 1976 г. Строителството, макар бавно, продължава.
Не може да се отмине едно битово постижение на целия колектив на ВИСИ - изграждането на учебноспортната база "Семково". Главната заслуга е на Пом. Ректора (по-късно инж.) Мичо Мичев като инициатор, вдъхновител, технически ръководител и даващ личен пример на строежа. Безплатно изготвят архитектурния проект за почивна станция за 120 души бъдещите професори арх. Стефан Стефанов, арх. Кирил Бойчев, арх. Марин Минчев и проф. к.т.н. инж. Иван Бончев като конструктор. Станцията се изгражда на бригадирски начала от служители, преподаватели и студенти. Строителството започва през 1966 г., а първата смяна посреща там новата 1970 г.

### Висш институт по архитектура и строителство (ВИАС) (1977-1992)
С указ на Държавния съвет от 07.10.1977 г. Институтът се преименува във Висш институт по архитектура и строителство (ВИАС). При тази смяна на името не настъпва никаква промяна в структурата на факултетите и специалностите. Едва през 1987 г. специалността ТС от Строителния факултет се обособява под името Факултет по транспортно строителство (ФТС).
Ректор продължава да е проф. к.т.н. инж. Иван Патоков (1972-79); от 1979 г. - проф. к.т.н. инж. Ганю Щилиянов (1979-87), а след него проф. к.т.н. инж. Иван Сакарев (1987-90); от януари 1991 встъпва в длъжност избраният проф. к.т.н. инж. Иван Папазчев.
Декан на Архитектурния факултет до 1978 г. продължава да е проф. арх. Петър Ташев. След него декани са професорите: арх. Иван Саздов (1978-81), арх. Стефан Стефанов (1981-85) и д.а.н. арх. Иван Никифоров непрекъснато от 1985 до сега.
Декани на Геодезическия факултет са професорите: до 1983 г. инж. Иван Станев, след него к.т.н. Георги Колев (1983-89) и к.т.н. Димитър Ал. Димитров от 1989 г. до сега.
Декан на Строителния факултет до 1979 г. остава проф. инж. Тодор Цурински; след него два мандата по четири години декан е проф. к.т.н. инж. Йордан Тотев (1979-87); след това: проф. к.т.н. инж. Гочо Гочев (1987-90) и проф. к.т.н. инж. Тодор Карамански (от 1990 г. до сега).
В Хидротехническия факултет декан остава до 1983 г. проф. к.т.н. инж. Георги Илчев, след него декани са професорите: к.т.н. инж. Илия Нинов (1983-87) и к.т.н. инж. Васил Александров (от 1987 до сега).
Модернизирането на учебния процес изисква въвеждането на ЕИТ. Тази грижа с успех изпълнява катедра "Математика". Още през 1964 г., преди останалите ВТУЗ, доц. Ал. Бояджиев чете лекции по "Числени методи и програмиране". Едновременно с това той води и курсове за преподаватели от Института. Успешно завършване на такъв курс дава право за водене на упражнения по този предмет. Курсът е задължителен за всички млади преподаватели. Понеже Институтът не разполага с изчислителна техника за практически занятия се използува организираният от проф. к.т.н. инж. Симеон Симеонов и доц. Ал. Бояджиев Институт по строителна кибернетика. Към катедрите "Строителна механика" (проф. к.т.н. инж. Тодор Карамански), "Хидрология и Хидравлика" (проф. д.т.н. инж. Емил Маринов), и към Геодезическия факултет (проф. д.т.н. Георги Златанов), а по-късно и към Архитектурния факултет бяха създадени лаборатории по информатика. Към 1977 г. са закупени 4 малки компютъра ИЗОТ 0310, на които започва обучението на студенти и преподаватели. Тогава е създаден и Учебно-изчислителният център (УИЦ). През 1979 г. е въведена в експлоатация първата универсална ЕИМ ЕС-1033. От 1983 г. се използуват персонални компютри. За кратко време Институтът се насища с тях и сега няколкостотин са в експлоатация. Успоредно с изграждането на системата от технически средства в Института се развива и обогатява използуването на програмно осигуряване. Внедрени са мощни и ефективни програмни системи, част от които са оригинални разработки на колектив от преподаватели и сътрудници на УИЦ. През периода 1985-88 г. бяха доставени три модерни супермини ЕИМ от типа VАХ. От началото на 1989 г. се експлоатира локална компютърна мрежа с няколко десетки работни меса за нуждите на обучението, информационното обслужване, научните изследвания и проектантската дейност. През 1987 г. бе създадена катедра "Автоматизация на инженерния труд" с ръководител доц. к.т.н. инж. Димитър Цанев.
През 1992 г. във ВИАС се обучават общо 5285 студенти. Успешно завършилите от 1977 до 1992 г. архитекти и инженери са 12432 души. Редовните преподаватели са 420, като хабилитираните по брой почти се изравняват с асистентите. Докторите на науките стават 10, а кандидатите - 227.
Отделни прояви на следдипломна квалификация започват още през 1969 г., но тя се масовизира едва след създаването на Отделение за повишаване на квалификацията на кадрите, което през 1991 г. е преобразувано във Факултет по следдипломна квалификация (ФСДК). Провеждат се преквалификации, специализации за инженери и архитекти (индивидуални и групови) с продължителност до 3 семестъра и краткосрочни курсове (15 до 45 души). Към 1992 г. са подготвени 350 специалисти, 30 души са преквалифицирани и 6000 са завършили краткосрочни курсове.
През 1985 г. е създаден Факултет за обществени професии. Дипломи са получили: 45 души за специалност социално управление, 42 души за специалност журналист-кореспондент и 116 души за специалност международни икономически отношения. През 1990 г. е преименуван в Свободен факултет. Той дава възможност на студентите от редовно и задочно обучени, както и на завършилите висше образование, да придобият квалификация по специалностите: международен бизнес, мениджмънт на инженерната фирма и педагогика. Обучението се води в извънработно време. Продължителността на следването е 5-6 семестъра.
Постижение на ВИАС е създаването на Сектор за проучване и проектиране (СПП). Това става, след като с Разпореждане N 111 на Бюрото на Мин. съвет от 16 юни 1976 г. се разрешава на ВИАС да извършва като главен проектант проучвателни и проектни работи. Работата на обединения Научноизследователски и проектантски сектор (НИПС) нараства. Чрез него се осъществява най-тясна връзка на преподавателите с практиката. Във ВИАС се проектират значими за страната обекти. Доходите на Института и хонорарите на участниците се увеличават.
През този период продължава строителството на новите сгради: завършени са през 1979 г. блок 7 (ниското крило откъм бул. "Хр. Смирненски"), долната част от високия блок 2(Б) и блок 5 с изчислителния център. През 1982 г. са окончателно завършени блокове 2(Б), 5 и блоковете 4 и 6 с Централната лаборатория по строителни конструкции, столовете, големите лекционни зали. Последният етап е завършен през 1989 г. и обхваща: големите лекционни зали. Последният етап е завършен през 1989 г. и обхваща: голямата многофункционална зала, централното фоайе с главния вход, три лаборатории и 15 кабинета. С това завършва първият генерален етап от изграждането на материалната база на ВИАС. За сега той задоволява нуждите на ВИАС. За 20 години се реализира строителството за 27 милиона лева, в резултат на което Институтът получи към съществуващите преди това 60000 кв.м. разгъната площ още 53000 кв. м.
Заслужава да се отбележи, че ректорът, който има най-голям принос за разширяването на материалната база на Института, е проф. д.т.н. инж. Ганю Щилиянов. Неговият непрекъснат период на ректорство е най-голям - 8 години. Най-много лаборатории със скъпо струващи машини и апаратури, вкл. УИК, се обзавеждат в това време.
Не без значение за едно висше училище са връзките му със сходни учреждения, особено в чужбина. Както беше изтъкнато, младото ВТУ, мака и по време на война, поддържа връзки с висши технически училища в Швейцария и Германия (вкл. Австрия) чрез изпращане на специализация избраните първи професори и частично заимствуване на първите учебни планове и програми. Естествено, по време на участието на България във Втората световна война, тези връзки се прекъсват. След войната се установяват добри отношения с инженерно-строителните институти в Москва, Ленинград и Киев. Там получават научната си подготовка под формата на аспирантура значителна част от преподавателите на Института. Група аспиранти се изпращат в Съветския съюз още от Държавната политехника по време на ректорството на проф. инж. Алекси Квартирников. След успешната им защита, те впоследствие стават доценти и професори. С някои вузове се сключват договори за сътрудничество, за обмяна на опит и съвместни научни разработки. Такива са: Московският инженерно-строителен институт, Техническият университет в Братислава, Техническият университет в Будапеща, Висшето училище по съобщенията в Дрезден. В голяма част от случаите сътрудничеството е чисто формално и резултатите от него са слаби. Последните две години ВИАС, както цялата страна, се отвори за чужбина. От 1991 г., като единствен институт в България, той е член на Европейската мрежа на инженерните факултети. Това дава възможност за ползотворни научни контакти с други университети в Европа. Установено е двустранно сътрудничество с: Ecole d'Architecture - Bordeaux (Франция), Fachhochschule fur Technik - Stuttgart (Германия), University of East London (Англия), Солунския университет "Аристотел" (Гърция), Университета "Кирил и Методи" - Скопие (Македония). Запазени са връзките с МИСИ, МАРХИ, МИИГАиК, Висшето училище по транспорта - Дрезден, Техническия университет - Будапеща, като са поставени на професионална основа. ВИАС има контакти и известна дейност в рамките на Европейската асоциация по международно образование, на ЮНЕСКО и на Конференцията на европейските ректори (CRE).

## Факултети
Структурата на УАСГ е изградена от пет факултета.
Архитектурният факултет ръководи обучението по Магистърската специалност Архитектура и на Бакалаври и Магистри по Урбанизъм.
Строителният факултет отговаря за обучението на магистрите по Строителство на сгради и съоръжения.
В Геодезическия факултет се обучават магистрите по Геодезия и бакалаврите от специалност Управление на земи и имоти.
Факултетът по транспортно строителство ръководи обучението по едноименната специалност.
В Хидротехническия факултет се обучават всички специалности свързани с водите и тяхното пречистване.

### Архитектурен факултет
Специалността "Архитектура" се открива през 1943 г. - една година след основаването на първото Висше техническо училище в България. През 1951 г. е основан и Архитектурният факултет с 8 катедри. В Архитектурния факултет на УАСГ се извършва обучение и подготовка на студенти по специалностите "Аритектура", "Урбанизъм" и "Ландшафтна архитектура и ландшафтно планиране" (ЛАЛП). Тук се обучават и подготвят и специализанти и докторанти, извършва се отговорна научно-изследователска дейност, разработват се проекти на значими архитектурно-градоустройствени обекти.
Студентите по специалността АРХИТЕКТУРА се приемат след състезателни анонимни конкурсни изпити - 1 по математика и 3 по рисуване. Те се провеждат във втората половина на месец юли.
До 2003 година в Архитектурния факултет са се дипломирали над 6000 архитекти. През учебната 2010/2011 година в Архитектурния факултет се обучават около 1100 български и чуждестранни студенти. Обучението се осъществява от колектив от 27 хабилитирани и 50 нехабилитирани преподаватели. Част от дисциплините се преподават от преподаватели от другите факултети на УАСГ. В обучението участват голям брой хонорувани преподаватели-специалисти с богат практически опит.
Факултетът осъществява значителна международна дейност, включваща и студентски обмен с различни европейски училища по Архитектура.
Випускниците на Архитектурния факултет се дипломират с държавни дипломи за висше образование, като получават квалификацията "архитект". Те могат да се реализират в широк кръг от дейности - комплексно проучване, планиране и устройство на териториални, ландшафтни и селищни системи; градоустройствено планиране на градове, села, градски ансамбли, центрове и функционални зони; архитектурно проектиране на жилищни, обществени, промишлени и аграрни сгради, комплекси и съоръжения; обзавеждане и дизайн на интериорни и екстериорни пространства; ръководство и организация на строителството и строителното производство; ведомствена и фирмена инвестиционна политика; проучвателни и контролни функции на общините в областта на градоустройството и архитектурата; научно изследователска, внедрителска и преподавателска дейност.
Специалността УРБАНИЗЪМ е нова за Университета по архитектура, строителство и геодезия и за страната. Тя е резултат от успешно приключил проект, финансиран по програма PHARE-TEMPUS. Програмата е рецензирана от водещи експерти от страната и чужбина и е акредитирана от Националната агенция за оценка и акредитация в България. Обучението по специалността се извършва от екип висококвалифицирани преподаватели от Университета по архитектура, строителство и геодезия, преминали специализирана подготовка в eвропейски университети. В процеса на обучение като хонорувани и гост-преподаватели ще участват изявени професионалисти и академици от България и от Европа.

### Строителен факултет
Строителният факултет има богата история и традиции - той е първият факултет в най-старото българско висше строително училище. В структурата му влизат 7 катедри.
Строителният факултет разполага със съвременна учебна и лабораторна база. Висшето строително образование, което той предоставя, се признава от FEANI  -организация със съвещателен глас в ЮНЕСКО и Европейския съвет във връзка със стандартите, свързани с професията на инженера. Строителният факултет е член на съвета на Строителните факултети заедно със стотици сродни факултети от Германия, Швейцария, Белгия, Австрия и др. Специалността “Строителство на сгради и съоръжения” е престижна и широкопрофилна, и подготвя за богат спектър от дейности в областта на строителството. В девети учебен семестър специалността предоставя възможност за две специализации – „Конструкции“ и „Технология и организация на строителството“. От учебната 2005/2006 година се предостави възможност на българските студенти да се обучават по дисциплините от четвърти и пети курс изцяло на английски език от първи до последен курс за български и чуждестранни студенти.
В Строителния факултет се осъществява преподавателски и студентски обмен с много европейски университети.
В Строителен факултет се обучават над 1100 български и чуждестранни студенти. Обучението е само редовна форма и се извършва в 9 учебни семестъра и един дипломен, в който се изработва и защитава дипломен проект. Студентите от специалност „Строителство на сгради и съоръжения“ изучават около 60 дисциплини с общ хорариум около 4000 часа. Дисциплините са задължителни, избираеми и факултативни. Обучението се провежда във вид на аудиторни занятия (лекции, упражнения и курсово проектиране), практически занятия (лабораторни и семинарни), учебни и производствени практики
(общо шест през курса на обучението).

#### Строителство на сгради и съоръжения
Магистър (MA)
Строителният факултет има богата история и традиции – той е първият факултет в най-старото българско висше техническо училище. Днес в него се обучават най-много от студентите с инженерна специалност. Факултетът разполага със съвременна учебна и лабораторна база. В ...

#### Строителство на сгради и съоръжения - английски
Магистър (MA)
Строителният факултет има богата история и традиции – той е първият факултет в най-старото българско висше техническо училище. Днес в него се обучават най-много от студентите с инженерна специалност. Факултетът разполага със съвременна учебна и лабораторна база. В ...

#### Конструктивно инженерство
Магистър (MA) за бакалаври
Целта на магистърския курс по конструктивно инженерство е да осигури адек¬ватна на съвременните изисквания подготовка на бъдещите проектанти – строителни конструктори. Лекциите в курса се базират на получените в предходното обучение добри познания по приложна ...

#### Изследване и проектиране на строителни конструкции
Магистър (MA) за бакалаври
Магистърската програма “Изследване и проектиране на строителни конструкции” по специалността “Строителство на сгради и съоръжения” е разработена от колектив на Строител-ния факултет при УАСГ в сътрудничество със City Univesity, London, Department of Civil Engineering и Chalmers Univesity of ...

#### Управление на проекти в строителството
Магистър (MA) за бакалаври
Магистърската програма “Управление на проекти в строителството” е разработена от колектив на катедра „Организация и икономика на строителството” към Строителния факултет при УАСГ в сътрудничество с “Project Management Institute” – Chapter in Bulgaria. Обучението за ...

##### Управление в строителството
Бакалавър (BA)
Завършилите строителни инженери получават дипломи за висше образование със степен „бакалавър“ – строителен инженер по управление в строителството и могат да се реализират професионално в строителните фирми, проектантски бюра, фирми за строителен надзор, ...

##### Строителство на сгради и съоръжения - задочно
Магистър (MA)
Строителният факултет има богата история и традиции - той е първият факултет в най-старото българско висше строително училище.Строителният факултет разполога със съвременна учебна и лабораторна база. Висшето строително образование, което той предоставя, се признава от FEANI /организация със съвещателен глас в ЮНЕСКО и Европейския съвет във връзка със стандартите, свързани с професията на инженера/. Строителният факултет е член на съвета на Строителните факултети заедно със стотици сродни факултети от Германия, Швейцария, Белгия, Австрия и др. Специалността “Строителство на сгради и съоръжения” е престижна и широкопрофилна, и подготвя
за богат спектър от дейности в областта на строителството. В девети учебен семестър специалността предоставя възможност за две специализации – „Конструкции“ и „Мениджмънт и технология на строителството“. От учебната 2005/2006 година се предостави възможност на българските студенти да се обучават по дисциплините от четвърти и пети курс изцяло на английски език от първи до последен курс за български и чуждестранни студенти.
В Строителния факултет се осъществява преподавателски и студентски обмен с много европейски университети.

## Хронология
- 1954 – специалност Земеустройство е върната от Селскостопанския институт в Строителния факултет.
- 1955 – създадена е специалност Икономика и организация на строителството в Строителния факултет.
- 1957 – специалност Икономика и организация на строителството е закрита.
- 1960 – специалностите Пътно строителство и Железопътно строителство отново са обединени като Пътно и железопътно строителство.
- 1963 – Институтът е преименуван на Висш инженерно-строителен институт; специалностите Геодезия, фотограметрия и картография и Земеустройство са отделени отново в Геодезически факултет.
- 1965 – създадена е специалност Технология и механизация на строителството в Строителния факултет.
- 1967 – специалностите Пътно строителство и Железопътно строителство отново са разделени.
- 1970 – специалност Хидроенергийно строителство е преименувана на Хидротехническо строителство.
- 1973 – специалностите Пътно строителство и Железопътно строителство за пореден път са обединени, сега като Транспортно строителство.
- 1977 – Институтът е преименуван на Висш институт по архитектура и строителство.[1] Специалност Технология и механизация на строителството е закрита.
- 1987 – специалност Транспортно строителство е отделена във Факултет по транспортно строителство.
- 1990 – Институтът е преименуван на Университет по архитектура, строителство и геодезия.[2]
- 2002 – създадена е специалност Урбанизъм към Архитектурния факултет

## Ректори
- 1953 – 1960 – проф. Алекси Квартирников
- 1960 – 1967 – проф. Васил Стоилов
- 1967 – 1971 – проф. Петър Петров
- 1971 – 1979 – проф. Иван Патоков
- 1979 – 1987 – проф. Ганю Щилянов
- 1987 – 1990 – проф. Иван Сакарев
- 1990 – 1998 – проф. Иван Папазчев
- 1999 – 2008 – проф. Пеньо Пенев
- 2008 – 2011 – доц. Добрин Денев
- 2011 – 2016 – проф. Красимир Петров
- 2016 – 2023 – проф. Иван Марков
- от 2023 – доц. д-р арх. Гичка Кутова - Каменова